# Ross Pearson
Ross Pearson (Sunderland, 26 de setembro de 1984) é um lutador profissional de artes marciais mistas inglês. Ele foi o vencedor do reality show The Ultimate Fighter: United States vs. United Kingdom no peso-leve. Atualmente compete no peso-leve, no Ultimate Fighting Championship (UFC).

## Cartel no MMA
| Cartel no MMA   |             |             |
| 37 lutas        | 20 vitórias | 16 derrotas |
| Por nocaute     | 7           | 5           |
| Por finalização | 5           | 2           |
| Por decisão     | 8           | 9           |
| No contest      | 1           | 1           |

| Res.    | Cartel    | Oponente            | Método                               | Evento                                  | Data       | Round | Tempo | Local                        | Notas                            |
| ------- | --------- | ------------------- | ------------------------------------ | --------------------------------------- | ---------- | ----- | ----- | ---------------------------- | -------------------------------- |
| Derrota | 20–16 (1) | Desmond Green       | Nocaute Técnico (socos)              | UFC on ESPN: Barboza vs. Gaethje        | 30/03/2019 | 1     | 2:52  | Filadélfia, Pensilvânia      |                                  |
| Derrota | 20-15 (1) | John Makdessi       | Decisão (unânime)                    | UFC on Fox: Alvarez vs. Poirier II      | 28/07/2018 | 3     | 5:00  | Calgary, Alberta             |                                  |
| Vitória | 20-14 (1) | Mizuto Hirota       | Decisão (unânime)                    | UFC 221: Romero vs. Rockhold            | 10/02/2018 | 3     | 5:00  | Perth                        |                                  |
| Derrota | 19-14 (1) | Dan Hooker          | Nocaute (joelhada)                   | UFC Fight Night: Lewis vs. Hunt         | 11/06/2017 | 2     | 3:02  | Auckland                     |                                  |
| Derrota | 19-13 (1) | Stevie Ray          | Decisão (dividida)                   | UFC Fight Night: Mousasi vs. Hall II    | 19/11/2016 | 3     | 5:00  | Belfast                      |                                  |
| Derrota | 19-12 (1) | Jorge Masvidal      | Decisão (unânime)                    | UFC 201: Lawler vs. Woodley             | 30/07/2016 | 3     | 5:00  | Atlanta, Geórgia             |                                  |
| Derrota | 19-11 (1) | Will Brooks         | Decisão (unânime)                    | The Ultimate Fighter 23 Finale          | 08/07/2016 | 3     | 5:00  | Las Vegas, Nevada            |                                  |
| Vitória | 19-10 (1) | Chad Laprise        | Decisão (dividida)                   | UFC Fight Night: Hunt vs. Mir           | 19/03/2016 | 3     | 5:00  | Brisbane                     |                                  |
| Derrota | 18-10 (1) | Francisco Trinaldo  | Decisão (unânime)                    | UFC Fight Night: Dillashaw vs. Cruz     | 17/01/2016 | 3     | 5:00  | Boston, Massachusetts        |                                  |
| Vitória | 18-9 (1)  | Paul Felder         | Decisão (dividida)                   | UFC 191: Johnson vs. Dodson II          | 05/09/2015 | 3     | 5:00  | Las Vegas, Nevada            |                                  |
| Derrota | 17-9 (1)  | Evan Dunham         | Decisão (unânime)                    | UFC Fight Night: Bisping vs. Leites     | 18/07/2015 | 3     | 5:00  | Glasgow                      |                                  |
| Vitória | 17-8 (1)  | Sam Stout           | Nocaute (socos)                      | UFC 185: Pettis vs. dos Anjos           | 14/03/2015 | 2     | 1:33  | Dallas, Texas                | Performance da Noite.            |
| Derrota | 16-8 (1)  | Al Iaquinta         | Nocaute Técnico (socos)              | UFC Fight Night: Rockhold vs. Bisping   | 07/11/2014 | 2     | 1:39  | Sydney                       |                                  |
| Vitória | 16-7 (1)  | Gray Maynard        | Nocaute Técnico (socos)              | UFC Fight Night: Bader vs. St. Preux    | 16/08/2014 | 2     | 1:35  | Bangor, Maine                |                                  |
| Derrota | 15-7 (1)  | Diego Sanchez       | Decisão (dividida)                   | UFC Fight Night: Henderson vs. Khabilov | 07/06/2014 | 3     | 5:00  | Albuquerque, Novo Mexico     |                                  |
| NC      | 15-6 (1)  | Melvin Guillard     | Sem Resultado (joelhada ilegal)      | UFC Fight Night: Machida vs. Muñoz      | 26/10/2013 | 1     | 1:57  | Manchester                   |                                  |
| Vitória | 15-6      | Ryan Couture        | Nocaute Técnico (socos)              | UFC on Fuel TV: Mousasi vs. Latifi      | 08/04/2013 | 2     | 3:45  | Estocolmo                    |                                  |
| Vitória | 14-6      | George Sotiropoulos | Nocaute Técnico (socos)              | UFC on FX: Sotiropoulos vs. Pearson     | 14/12/2012 | 3     | 0:41  | Gold Coast                   | Voltou ao Peso-leve              |
| Derrota | 13–6      | Cub Swanson         | Nocaute Técnico (socos)              | UFC on FX: Maynard vs. Guida            | 22/06/2012 | 2     | 4:14  | Atlantic City, Nova Jérsei   |                                  |
| Vitória | 13–5      | Júnior Assunção     | Decisão (unânime)                    | UFC 141: Lesnar vs. Overeem             | 30/12/2011 | 3     | 5:00  | Las Vegas, Nevada            | Estreia no Peso-pena             |
| Derrota | 12–5      | Edson Barboza       | Decisão (dividida)                   | UFC 134: Silva vs. Okami                | 27/08/2011 | 3     | 5:00  | Rio de Janeiro               | Luta da Noite                    |
| Vitória | 12–4      | Spencer Fisher      | Decisão (unânime)                    | UFC 127: Penn vs. Fitch                 | 27/02/2011 | 3     | 5:00  | Sydney                       |                                  |
| Derrota | 11–4      | Cole Miller         | Finalização (mata-leão)              | UFC Fight Night: Marquardt vs. Palhares | 15/09/2010 | 2     | 1:49  | Austin, Texas                |                                  |
| Vitória | 11–3      | Dennis Siver        | Decisão (unânime)                    | UFC Fight Night: Florian vs. Gomi       | 31/03/2010 | 3     | 5:00  | Charlotte, Carolina do Norte | Luta da Noite                    |
| Vitória | 10–3      | Aaron Riley         | Nocaute Técnico (interrupção médica) | UFC 105: Couture vs. Vera               | 14/11/2009 | 2     | 4:38  | Manchester                   |                                  |
| Vitória | 9–3       | Andre Winner        | Decisão (unânime)                    | The Ultimate Fighter 9 Finale           | 20/06/2009 | 3     | 5:00  | Las Vegas, Nevada            | Venceu o The Ultimate Fighter 9. |
| Vitória | 8–3       | Ian Jones           | Finalização (mata-leão)              | Ultimate Force: Nemesis                 | 01/11/2008 | 1     | 3:33  | Doncaster                    |                                  |
| Derrota | 7–3       | Abdul Mohamed       | Decisão (unânime)                    | Cage Gladiators 9: Beatdown             | 04/10/2008 | 3     | 5:00  | Liverpool                    |                                  |
| Vitória | 7–2       | Cedric Celerier     | Finalização (socos)                  | MMA Total Combat 24                     | 31/05/2008 | 1     | 2:35  | Londres                      |                                  |
| Vitória | 6–2       | Aidan Marron        | Finalização (chave de braço)         | Ultimate Force: Punishment              | 03/05/2008 | 3     | 4:34  | Doncaster                    |                                  |
| Vitória | 5–2       | Sami Berik          | Finalização (triângulo)              | Strike and Submit 6                     | 13/04/2008 | 1     | 0:37  | Gateshead                    |                                  |
| Vitória | 4–2       | Mark Spencer        | Nocaute Técnico (socos)              | MMA Total Combat 23                     | 23/02/2008 | 1     | 3:44  | Cornualha                    |                                  |
| Vitória | 3–2       | Steve Tetley        | Finalização (chave de braço)         | CWFC: Enter The Rough House 5           | 08/12/2007 | 1     | 4:46  | Nottingham                   |                                  |
| Vitória | 2–2       | Gavin Bradley       | Nocaute (soco)                       | MMA Total Combat 22                     | 24/11/2007 | 1     | 2:05  | Cornualha                    |                                  |
| Derrota | 1–2       | Curt Warburton      | Nocaute Técnico (interrupção médica) | MMA Total Combat 21                     | 22/09/2007 | 1     | 5:00  | Cornualha                    |                                  |
| Vitória | 1–1       | Will Burke          | Decisão                              | MMA Total Combat 21                     | 22/09/2007 | 3     | 5:00  | Cornualha                    |                                  |
| Derrota | 0–1       | Chris Hughes        | Finalização (mata-leão)              | HOP 1: Fight Night 1                    | 12/12/2004 | 2     | 2:33  | Swansea                      |                                  |